# Armen Garikovich Ambartsumyan (cầu thủ bóng đá, sinh 1994)
Bản mẫu:Eastern Slavic name
Armen Garikovich Ambartsumyan (tiếng Nga: Армен Гарикович Амбарцумян; sinh ngày 11 tháng 4 năm 1994) là một cầu thủ bóng đá người Nga-Armenia thi đấu cho FC Fakel Voronezh.

## Sự nghiệp câu lạc bộ
Anh ra mắt chuyên nghiệp tại Giải bóng đá chuyên nghiệp quốc gia Nga cho F.K. Zenit Penza vào ngày 25 tháng 7 năm 2014 trong trận đấu với FC Podolye Podolsky.
Anh thi đấu cho đội một của P.F.K. CSKA Moskva tại Cúp quốc gia Nga.

## Quốc tế
Sau khi đại diện Nga ở các cấp độ trẻ, anh được triệu tập vào Đội tuyển bóng đá quốc gia Armenia năm 2017.